# Warneckea trinervis
Warneckea trinervis là một loài thực vật có hoa trong họ Mua. Loài này được (DC.) Jacq.-Fél. miêu tả khoa học đầu tiên năm 1978.